# Malax
Malax este o comună din Finlanda.